# Adam Tomajer
Adam Tomajer (ur. 22 lipca 1925, zm. w styczniu 2010) – polski działacz samorządowy i partyjny, ekonomista, naczelnik powiatu i miasta Starogard Gdański, w 1986 jego prezydent.

## Życiorys
W 1945 zamieszkał w Starogardzie Gdańskim. W drugiej połowie lat 40. zajmował się odbudową miasta i organizowaniem administracji lokalnej, a także zwalczaniem podziemia antykomunistycznego jako jedna z czołowych postaci elity władzy. Należał do Polskiej Partii Robotniczej i Polskiej Zjednoczonej Partii Robotniczej, z tej drugiej został wykluczony za popieranie Władysława Gomułki. Ukończył studia w Wyższej Szkole Ekonomicznej w Sopocie. Zawodowo przez wiele lat pracował jako nauczyciel w starogardzkim Liceum Ekonomicznym, był współautorem publikacji XX wieków Skórcza (1964). Od 1952 kierował Powiatową Komisją Planowania Gospodarczego. Zajmował stanowisko naczelnika miasta Starogard Gdański i powiatu starogardzkiego. Na początku lat 80. pozostawał zastępcą naczelnika miasta Stefana Milewskiego. Od 1 stycznia do 1 kwietnia 1986 był natomiast jego pierwszym w historii prezydentem (po przyznaniu miastu tytułu prezydenckiego z początkiem roku).